# Le Bois-Plage-en-Ré
Le Bois-Plage-en-Ré es una localidad y comuna francesa situada en la Isla de Ré, departamento de Charente Marítimo, en el distrito de La Rochelle y cantón de Saint-Martin-de-Ré.

## Geografía

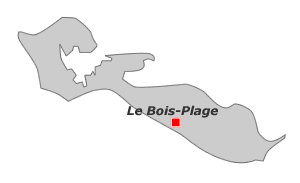
Situación de Le Bois-Plage en la isla de Ré.

- Villa sobre la costa sur de la Isla de Ré.
- Playa de arena muy bonita con grandes dunas.

## Demografía
| 1172 | 1172 | 1317 | 1560 | 2014 | 2235 |
| Para los censos de 1962 a 1999 la población legal corresponde a la población sin duplicidades (Fuente: INSEE [Consultar]) |      |      |      |      |      |

## Hermanamiento
- Lazzate ver Lazzate[3]